# Nagy Imre (református lelkész)
Nagy Imre (Hadháza (ma: Hajdúhadház), 1852. január 13. – Biharugra, 1935. július 14.) református lelkész, egyházmegyei tanácsbíró.

## Élete
Nagy Károly kántortanító, 1848-49-as honvéd, később árvaszéki jegyző és Munkácsy Zsuzsánna elsőszülött fia, 1852. január 16-án keresztelték. 1861 őszén a hajdúböszörményi gimnázium I. osztályába lépett és ott végezte a hat osztályt. 1867 őszén Debrecenben a felső osztályba lépett. Tanult zongorát és hegedűt is. Bölcseleti, jogi és teológiai tanulmányait is Debrecenben végezte. 1873-ban esküdt diák és köztanító lett ugyanott; 1875. februárban főiskolai contrascribának választották meg és ezen hivataloskodása alatt letette az első lelkészképesítő vizsgát; ezután seniorságot vállalt 500 forint évi fizetéssel. 1875. augusztus-szeptemberben Tégláson segédlelkészkedett; ekkor a göttingeni egyetemre ment, ahol 1875. október 1-től 1876. március 13-ig teológiai tudományokat hallgatott. Hazatérte után letette a második lelkészi vizsgát és 1876. május 1-jén sarkadi segédlelkész lett. 1878. szeptember 24-én ugrai (Bihar megye) lelkésznek választották. 1883. márciusban egyházmegyei aljegyző, majd iskolalátogató, a missiói bizottság tagja, s 1888-ban egyházmegyei tanácsbíró lett. Ötvenkét évig volt híveinek lelkipásztora. Érdemeiért a község díszpolgárává választották. Volt egyházmegyei főjegyző, örökös tanácsbíró. 1935-ben hunyt el. Felesége Leelősi (Leel Őssy) Erzsébet, akivel 1880. május 19-én Sarkadon kötött házasságot.
1926. május 2-án Biharugrán ünnepelte 50 éves papi jubileumát. Az ünnepélyen megjelent Baltazár Dezső püspök is, aki beszédben méltatta gróf Tisza István volt papjának lelkészi működését. Kovács-Nagy Sándor nemzetgyűlési képviselő Magyarország kormányzójának és a kultuszminiszternek elismerését adta át, majd a község elöljárósága díszpolgári oklevelet és ezüst serleget nyújtott át az ünnepeltnek. Az ünnepség után 140 terítékes bankett volt, majd este a jubiláns tiszteletére előadták Mikszáth Kálmán Szent Péter esernyője című darabját.

## Írásai
Verset írt a Ludas Matyiba (1865); külföldi tartózkodása alatt levelezője volt a Balogh Ferenc által Debrecenben szerkesztett Evangyéliumi Protestáns Lapnak, ismertette a német egyházi életet és a német egyházi lapokat; a Debreczeni Egyházi Lapnak folyvást munkatársa volt, melyben különösen a külföldi híreket állította össze a német lapokból; 1881-től a Czelder Márton által kiadott Figyelmezőbe dolgozott, különösen a bel- és külmissiói rovatot vezette; munkatársa lett az Evangyéliumi Lelkészi Tárnak, melyben több egyházi beszéde jelent meg; továbbá a Vasárnap című néplapnak (melybe verseket és elbeszéléseket írt); közben a Debreczeni Egyházi Lapba is írt; a Gyakorlati Bibliamagyarázatban (1885. Efezusi levél magyarázatai); egy templomavatási beszéde is megjelent a szakáti templom avatásakor (1891. okt. 25.) tartott alkalmi Beszédek közt.

## Munkái
- Hátha mégis igaz a mit a biblia mond? Bpest, 1879.
- A két kenyérkosár. Intő és vígasztaló szó a megélhetés gondjai között. Bpest, 1879. (Mind a két füzetet az angol vallásos iratokat terjesztő társulat megbízásából németből fordította).